# Salles de théâtre d'Angers
Plusieurs salles de théâtre sont présentes sur la ville d'Angers, en Maine-et-Loire. Parmi ces salles de spectacles, on trouve le Grand Théâtre et Le Quai, ainsi plusieurs autres sites comme le théâtre Chanzy, le théâtre du Champ de Bataille et le théâtre de la Comédie.

## Historique
Le théâtre est présent à Angers dès l'époque Gallo-romaine. Au XIVe siècle, des divertissements théâtraux se déroulent à l'emplacement du marché aux bêtes, près des halles. Au XVe siècle, le roi René, s'intéresse aux arts et notamment au théâtre. Lorsqu'il est à Angers il assiste à des représentations, et participe à la création et à la réalisation. Un premier théâtre voit le jour dans la seconde moitié du XVIIIe siècle en bas de la place des Halles, puis un second sur la place du Ralliement,.
Le conseil municipal subventionne une première troupe permanente au milieu du XIXe siècle.
Au début du XXIe siècle, on trouve sur la ville le Grand Théâtre et Le Quai, deux salles reconnues nationalement, ainsi que plusieurs autres salles de théâtre qui composent un maillage culturel inter-quartiers dans la capitale angevine. Elles participent au rayonnement culturel, grâce à leur programmation et aux partenariats avec les diverses institutions locales et régionales. Ainsi le théâtre Chanzy, le théâtre du Champ de Bataille et le théâtre de la Comédie, élaborent une stratégie culturelle originale à côté des grandes salles.

## Le Grand Théâtre

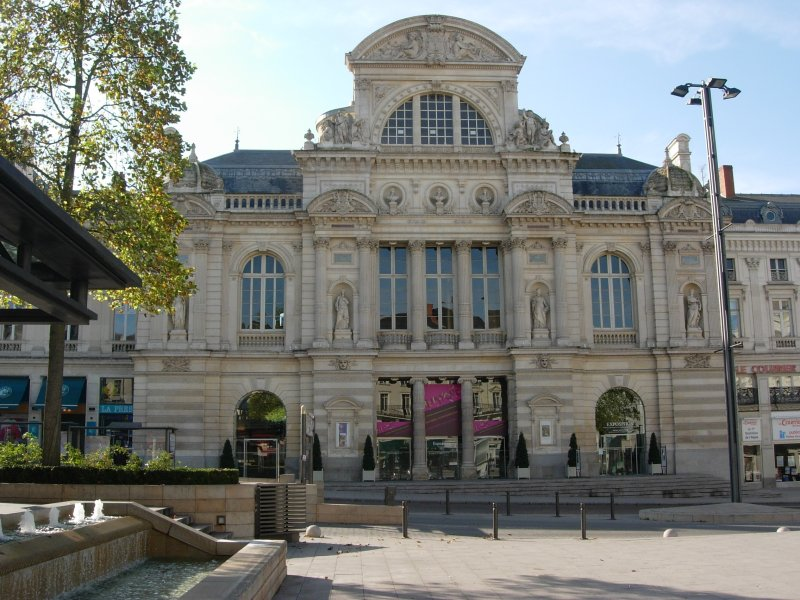
Le Grand Théâtre.

Un premier théâtre est construit sur la place du Ralliement en centre-ville d'Angers. Il est détruit par un incendie en décembre 1865. Un nouvel édifice est construit à la fin du XIXe siècle pour le remplacer, le Grand Théâtre.
Cet établissement municipal reçoit les représentations d'Angers-Nantes Opéra, certains spectacles du Nouveau théâtre d'Angers, accueille des expositions, des rencontres d'écrivains, et participe à des manifestations comme la fête de la Science en 2014.

## Le cirque-théâtre
Après l'incendie du théâtre de la place du Ralliement en décembre 1865, un cirque-théâtre, aussi appelé Théâtre national, est construit place Molière. Inauguré en novembre 1866, ce bâtiment hybride dispose d'une scène ou d'une arène selon les besoins, et peut accueillir jusqu'à 2 000 spectateurs. L'établissement est racheté par la ville en 1899.
Le cirque-théâtre devient la salle de spectacle populaire d'Angers. L'Association artistique d'Angers, qui devient ensuite la Société des concerts populaires, s'y produit en raison de ses qualités acoustiques,.
Le bâtiment est transformé en morgue après la Seconde Guerre mondiale, avant d'être démoli en juin 1962.

## Le théâtre Chanzy
Le théâtre Chanzy se situe dans l'avenue Chanzy à Angers, à proximité de la place Lafayette. Il accueille des manifestations amateurs et professionnelles, et offre à chaque saison une programmation variée, des représentations diverses.

## Le théâtre de La Comédie
Le théâtre de La Comédie se situe en centre-ville d'Angers, dans la rue Cordelle. Depuis 1996, la compagnie Les Arthurs en est la troupe permanente. Ce petit théâtre de 90 places a une programmation tournée vers la comédie sous toutes ses formes.

## Le théâtre du Champ de Bataille
Le théâtre du Champ de Bataille se situe dans la rue du Champ de Bataille à Angers. Ce petit théâtre de moins de 100 places présente des créations contemporaines et des auteurs d'aujourd'hui.

### Description
Le théâtre du Champ de Bataille est un lieu intimiste, qui cherche à rapprocher les œuvres des différents publics.
Un lieu de création : Le théâtre du Champ de Bataille est conventionné avec la Région Pays de la Loire depuis 2009 pour le soutien à la création contemporaine. Il coproduit ainsi deux spectacles par saison en accueillant les compagnies sur une longue période et en participant financièrement à la création des spectacles (apports en coproduction et préachats). Le théâtre est régulièrement mis à disposition des compagnies qui souhaitent répéter, améliorer ou créer un spectacle. La plupart sont ensuite programmées la saison suivante.
À la rencontre d'un public jeune  : Le théâtre du Champ de Bataille a des actions en faveur des plus jeunes. Un spectacle jeune public est ainsi proposé chaque mois (environ six sur une saison) dont près de la moitié pour des enfants à partir de trois ans. Des spectacles pour le très jeune public (à partir de 1 an) sont également programmés.
Des actions de médiation : Le théâtre du Champ de Bataille met en place des projets de sensibilisation avec des élèves de la maternelle au lycée : répétitions publiques, visites du théâtre, rencontres avec les artistes avant et/ou après les représentations, mise en place d'ateliers courts. Des parcours de découverte sont mis en place autour des spectacles coproduits par le théâtre. Le théâtre développe aussi des actions de médiation avec d'autres partenaires ; charte culture et solidarité de la ville d'Angers, pass culture et sport de la Région Pays de la Loire, université, comités d'entreprises et associations locales.
Ateliers et stages : Chaque saison, un artiste différent prend en charge l'atelier théâtre. Une quinzaine d'amateurs participe aux séances d'octobre à juin. Le déroulement de l'atelier est orienté vers la création d'un spectacle qui est ensuite joué au théâtre du Champ de Bataille. Des stages sont proposés pour les amateurs tout au long de la saison. Ils sont menés par les artistes en résidence.
Expositions : Des artistes locaux exposent leurs travaux pendant deux à trois mois dans le hall du théâtre. Un vernissage est organisé.

### Programmation
L'attention est portée sur les compagnies émergentes et les projets artistiques novateurs. Ainsi, le théâtre du Champ de Bataille programme des spectacles récemment créés, peu ou pas encore joués.
Le théâtre du Champ de Bataille programme environ quinze spectacles de compagnies professionnelles par saison dont la plupart sont originaires de la région des Pays de la Loire. La programmation fait la part belle au théâtre et s'attache à faire découvrir des auteurs contemporains. Elle est également ouverte aux formes qui croisent différentes disciplines (théâtre et musique, danse, arts visuels, nouveau cirque…).
La fin de saison (mai-juin) est réservée aux spectacles amateurs. Durant cette période, le théâtre est mis à la disposition de compagnies amateurs. Celles-ci disposent du lieu pendant une semaine et peuvent jouer jusqu'à quatre fois,.

### Localisation
Le théâtre se trouve 10 rue du Champ de Bataille à Angers.

### Administration
Le théâtre du Champ de Bataille est géré par l'association « Parole D.E.L.I.E.E. » (Dire, Écrire, Lire, Interpréter, Écouter, Éditer). Cette association a été créée en 1993 pour promouvoir la lecture et le spectacle vivant,.

## Le théâtre Beaurepaire
Le théâtre Beaurepaire est un ancien lieu culturel qui était situé à Angers sur la rive droite de la Maine, sur l'emplacement de l'ancienne usine Laboulais, et à celui de l'actuel espace Le Quai.
En novembre 1986, le nouveau théâtre d'Angers y installe son lieu de création. Le lieu devient un espace d'expérimentation culturelle contemporaine.
La salle est démolie en 2004 et la première pierre d'un nouveau théâtre, Le Quai, est posée en novembre.

## Le Quai

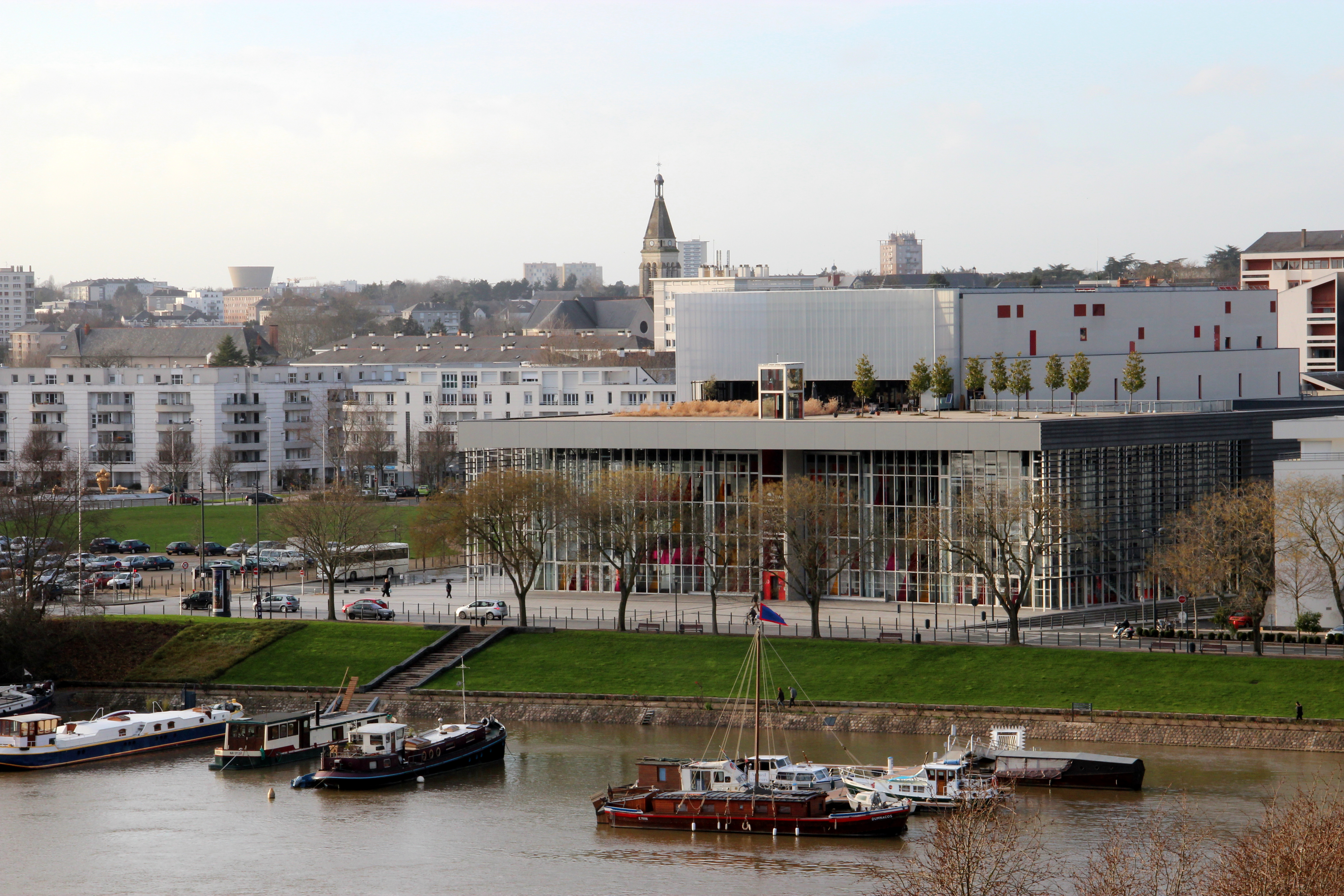
Le Quai.

Le Quai se situe à Angers en front de Maine, sur sa rive droite. Bâti au début du XXIe siècle, il comporte plusieurs espaces, dont une salle de théâtre et un forum. Il remplace l'ancien théâtre Beaurepaire.
Cet espace culturel abrite l'administration de trois structures que sont l'EPCC Théâtre Le Quai, responsable de la gestion du bâtiment, le Nouveau théâtre d'Angers (NTA), centre dramatique de la région des Pays de la Loire, et le Centre national de danse contemporaine d'Angers (CNDC), institution consacrée à la danse contemporaine basée à Angers.